# 나카카와치군

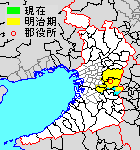
오사카부 나카카와치군의 위치 (하늘색: 후에 다른 군에서 편입된 구역)

나카카와치군(中河内郡, なかかわちぐん)은 일본 오사카부에 있던 군이다.

## 군역
1896년 행정 구역으로 발족 당시의 군역은, 아래의 구역에 해당한다.
- 히가시오사카시 전역
- 마쓰바라시의 대부분
- 오사카시
  - 히라노구의 일부
  - 히가시스미요시구의 일부
  - 이쿠노구의 일부
- 야오시의 일부
- 가시와라시의 일부

## 역사

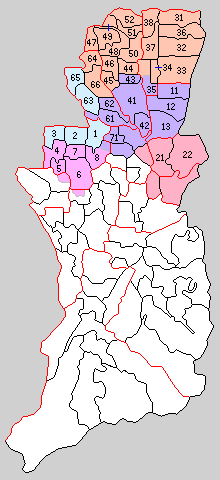
1.나가요시촌 2.우리와리촌 3.야타촌 4.아마미촌 5.누노세촌 6.마쓰바라촌 7.미야케촌 8.에가촌 11.기타타카야스촌 12.나카타카야스촌 13.미나미타카야스촌 21.가타시모촌 22.가타카미촌 31.히네이치촌 32.히라오카촌 33.히라오카미나미촌 34.이케시마촌 35.미노고촌 36.오에촌 37.아카타촌 38.히가시로쿠고촌 41.야오촌 42.아케가와촌 43.니시고리촌 44.와카에촌 45.미토촌 46.고사카촌 47.다카이다촌 48.오키베촌 49.구스네촌 50.다마가와촌 51.니시로쿠고촌 52.기타에촌 61.류게촌 62.규호지촌 63.가미촌 64.후세촌 65.다쓰미촌 66.나가세촌 71.미키모토촌 (하늘색: 오사카시 보라: 야오시 분홍: 마쓰바라시 빨강: 가시와라시 주황: 히가시오사카시)

- 1896년 4월 1일 - 군제 시행에 따라 단보쿠군·오가타군·다카야스군·가와치군·와카에군·시부카와군 및 시키군의 일부 구역을 가지고 발족. 군청은 야오촌에 설치.(40촌)
  - 구 단보쿠군(8촌) - 나가요시촌(長吉村), 우리와리촌(瓜破村)(현 오사카시 히라노구), 야타촌(矢田村)(현 오사카시 히가시스미요시구), 아마미촌(天美村), 누노세촌(布忍村), 마쓰바라촌(松原村), 미야케촌(三宅村)(현 마쓰바라시), 에가촌(恵我村)(현 야오시, 마쓰바라시)
  - 구 다카야스군(3촌) - 기타타카야스촌(北高安村), 나카타카야스촌(中高安村), 미나미타카야스촌(南高安村)(현 야오시)
  - 구 오가타군(2촌) - 가타시모촌(堅下村), 가타카미촌(堅上村)(현 가시와라시)
  - 구 가와치군(8촌) - 히네이치촌(日根市村), 히라오카촌(枚岡村), 히라오카미나미촌(枚岡南村), 이케시마촌(池島村)(현 히가시오사카시), 미노고촌(三野郷村)(현 아요시, 히가시오사카시), 오에촌(大戸村), 아카타촌(英田村), 히가시로쿠고촌(東六郷村)(현 히가시오사카시)
  - 구 와카에군(12촌) - 야오촌(八尾村), 아케가와촌(曙川村), 니시고리촌(西郡村)(현 야오시), 와카에촌(若江村), 미토촌(弥刀村), 고사카촌(小阪村), 다카이다촌(高井田村), 오키베촌(意岐部村), 구스네촌(楠根村), 다마가와촌(玉川村), 니시로쿠고촌(西六郷村), 기타에촌(北江村)(현 히가시오사카시)
  - 구 시부카와군(6촌) - 류게촌(龍華村), 규호지촌(久宝寺村)(현 야오시), 가미촌(加美村)(현 오사카시 히라노구), 후세촌(布施村)(현 히가시오사카시), 다쓰미촌(巽村)(현 오사카시 이쿠노구), 나가세촌(長瀬村)(현 히가시오사카시)
  - 구 시키군(1촌) - 미키모토촌(三木本村)(현 야오시)
- 1898년 4월 1일 - 군제 시행.
- 1903년 8월 31일 - 야오촌이 정제 시행으로 야오정(八尾町)이 됨.(1정 39촌)
- 1912년 10월 1일 - 히네이치촌이 개칭하여 구사카촌(孔舎衙村)이 됨.
- 1913년
  - 5월 1일 - 미키모토촌이 미나미카와치군 오타촌를 편입.
  - 7월 1일 - 미키모토촌이 개칭하여 다이쇼촌(大正村)이 됨.
- 1925년 4월 1일(3정 37촌)
  - 고사카촌이 정제 시행으로 고사카정(小阪町)이 됨.
  - 후세촌이 정제 시행으로 후세정(布施町)이 됨.
- 1926년 7월 1일 - 군청이 폐지됨. 이후는 지역 구분 명칭이 됨.
- 1927년 6월 1일 - 류게촌이 정제 시행으로 류게정(龍華町)이 됨.(4정 36촌)
- 1929년
  - 4월 1일 - 이케시마촌·히라오카미나미촌이 합병하여, 나와테촌(縄手村)이 발족.(4정 35촌)
  - 10월 15일 - 구스네촌이 정제 시행으로 구스네정(楠根町)이 됨.(5정 34촌)
- 1931년 4월 1일
  - 니시로쿠고촌·기타에촌·히가시로쿠고촌이 합병하여, 다테쓰정(盾津村)이 발족.(5정 32촌)
  - 기타타카야스촌·나카타카야스촌이 합병하여, 다카야스촌(高安村)이 발족.(5정 31촌)
- 1933년 4월 1일 - 다카이다촌·후세정이 합병하여, 새로이 후세정(布施町)이 발족.(5정 30촌)
- 1937년 4월 1일 - 후세정·나가세촌·고사카정·구스네정·오키베촌·미토촌이 합병하여, 후세시(布施市)가 발족, 군에서 이탈.(2정 27촌)
- 1939년
  - 7월 1일 - 가타시모촌·가타카미촌이 미나미카와치군 가시와라정과 합병하여 나카가와치군 가시와라정(柏原町)이 발족.(3정 25촌)
  - 7월 15일 - 히라오카촌이 정제 시행으로 히라오카정(枚岡町)이 됨.(4정 24촌)
- 1942년 7월 1일 - 마쓰바라촌이 정제 시행으로 마쓰바라정(松原町)이 됨.(5정 23촌)
- 1943년 10월 1일(7정 21촌)
  - 다테쓰촌이 정제 시행으로 다테쓰정(盾津町)이 됨.
  - 다마가와촌이 정제 시행으로 다마가와정(玉川町)이 됨.
- 1947년
  - 1월 1일 - 아마미촌이 정제 시행으로 아마미정(天美町)이 됨.(8정 20촌)
  - 10월 1일 - 나와테촌이 정제 시행으로 나와테정(縄手町)이 됨.(9정 19촌)
- 1948년
  - 1월 1일 - 다쓰미촌이 정제 시행으로 다쓰미정(巽町)이 됨.(10정 18촌)
  - 4월 1일 - 야오정·류게정·규호지촌·다이쇼촌·니시고리촌이 합병하여, 야오시(八尾市)가 발족, 군에서 이탈.(8정 15촌)
- 1950년 4월 1일 - 오에촌이 정제 시행과 개칭으로 이시키리정(石切町)이 됨.(9정 14촌)
- 1953년 4월 1일 - 미나미타카야스촌이 정제 시행으로 미나미타카야스정(南高安町)이 됨.(10정 13촌)
- 1955년
  - 1월 11일 - 구사카촌·히라오카정·나와테정·이시키리정이 합병하여, 히라오카시(枚岡市)가 발족, 군에서 이탈.(7정 12촌)
  - 1월 15일 - 다테쓰정·다마가와정·아카타촌·미노고촌·와카에촌이 합병하여, 가와치시(河内市)가 발족, 군에서 이탈.(5정 9촌)
  - 2월 1일 - 마쓰바라정·아마미정·누노세촌·에가촌·미야케촌이 합병하여, 마쓰바라시(松原市)가 발족, 군에서 이탈.(3정 6촌)
  - 4월 3일 - 미나미타카야스정·다카야스촌·아케가와촌이 야오시에 편입.(2정 4촌)
  - 4월 3일 - 나가요시촌·우리와리촌·야타촌·가미촌·다쓰미정이 오사카시에 편입. 다쓰미정은 이쿠노구, 나머지는 히가시스미요시구의 일부가 됨.(1정)
- 1956년 9월 30일 - 가시와라정이 미나미카와치군 고쿠부정과 합병하여, 새로이 가시와라정이 발족.
- 1958년 10월 1일 - 가시와라정이 시제 시행으로 가시와라시(柏原市)가 됨. 같은 날 나카카와치군은 폐지됨.